# モルガンティナ

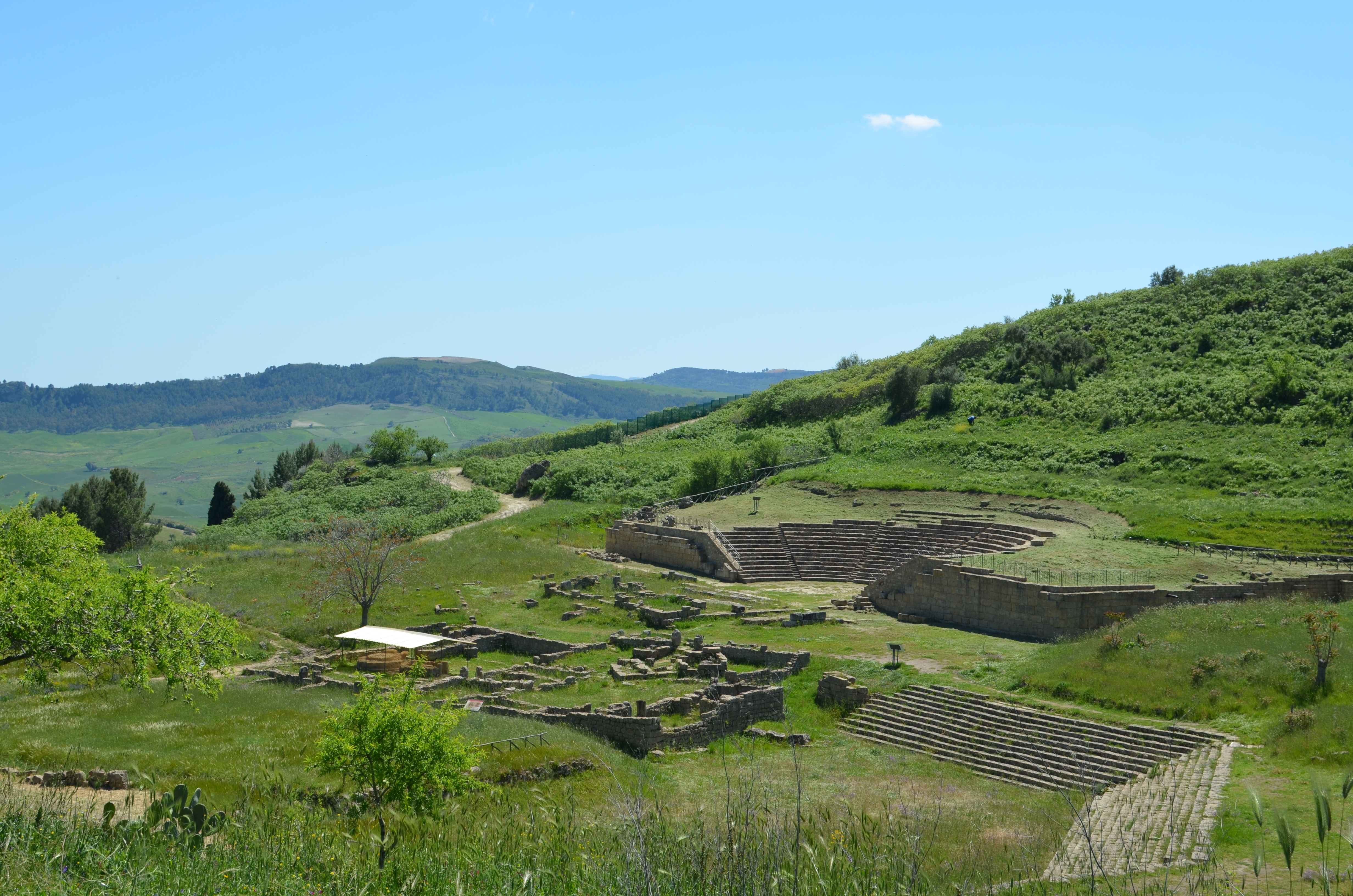
ギリシア劇場、デーメーテールとペルセポネーの聖域

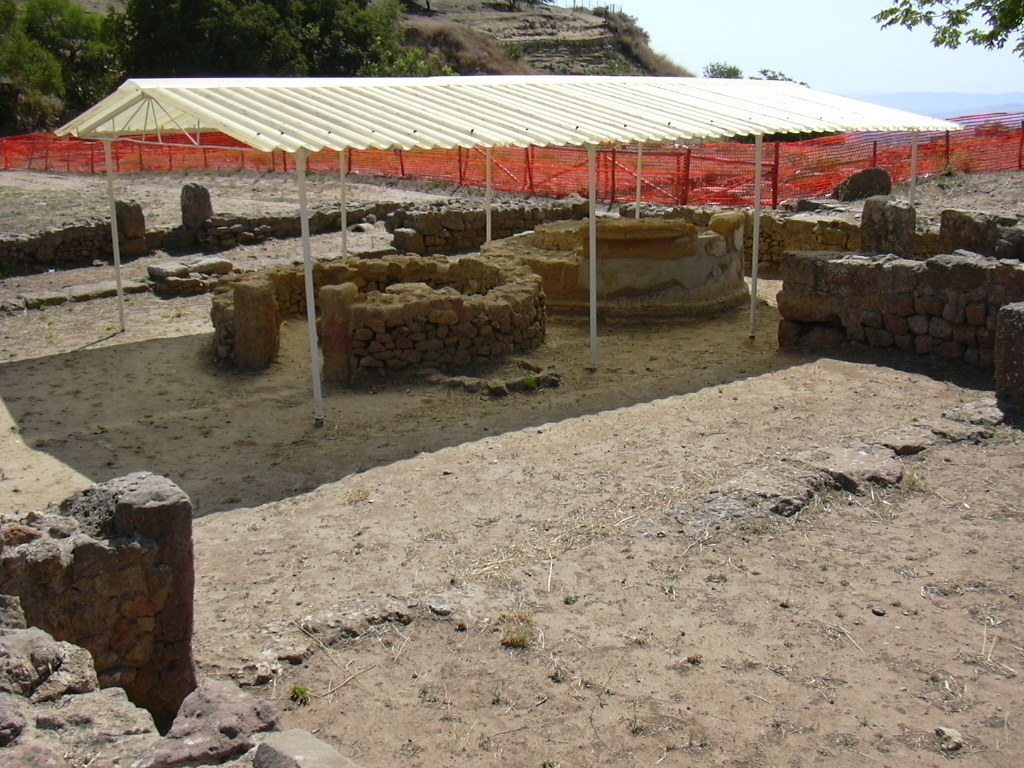
アゴラの聖域。円柱形の祭壇

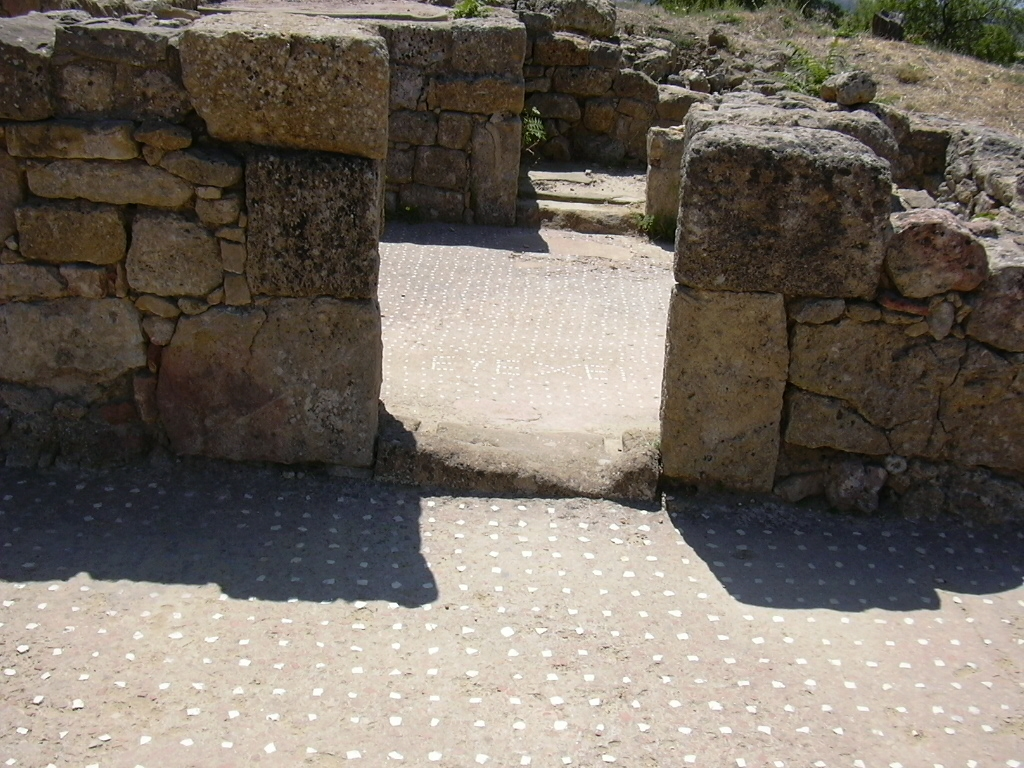
ドーリア式柱頭とモザイクを持つ家

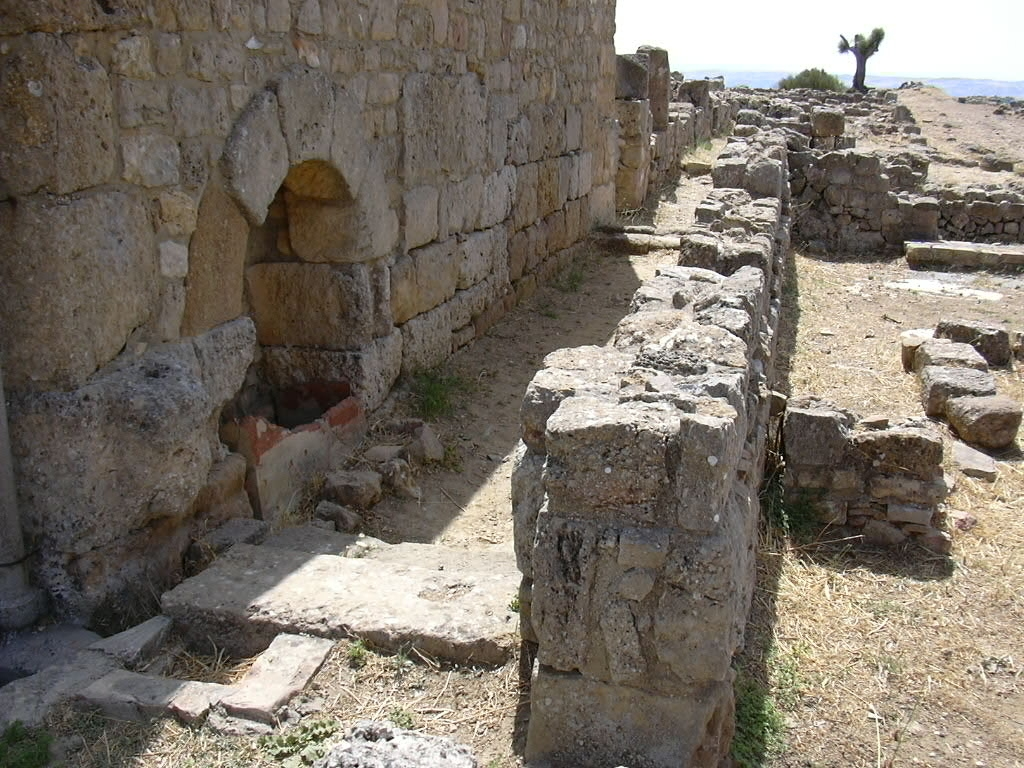
アーチを持つ家

モルガンティナはシチリア島東部の内陸部にある考古学遺跡である。イオニア海からは約60キロメートル離れており、エンナ県アイドーネの北東約2キロメートルに位置する。遺跡には南西から北東に走る2キロメートルのセッラ・オルランドとして知られる尾根と、その近くのシタデッラ（要塞）と呼ばれる丘が含まれる。モルガンティナには何回かの入植が行われている。最も古いのはシタデッラ地区にあり、紀元前11/10世紀から紀元前450年頃まで存続した。もう一度はセッラ・オルランドで紀元前450年から紀元後50年頃まで存続した。
モルガンティナの発掘は20世紀の始めから開始されている。セッラ・オルランドからはラテン語でHISPANORUMと刻印した多くのコインが発掘され、トルコの考古学者ケナン・エリム（en、1929年 - 1990年）がこのコインとローマの歴史家ティトゥス・リウィウス（紀元前59年頃 - 17年）が残した文章（第二次ポエニ戦争中にモルガンティナはスペイン人傭兵に与えられた）を基に、セッラ・オルランドで発見された古代都市のがモルガンティナの遺跡であると主張した。

## 歴史
モルガンティナは書物によってはモルガンティア、ムルガンティアあるいはモルガンティウムと呼ばれることもある。古代のギリシア語書物では、ストラボン（紀元前63年頃 - 23年頃）がΜοργάντιον（モルガンティオン）、ディオドロス（紀元前1世紀）がΜοργαντίνη（モルガンティナ）と記載している。ローマ時代のラテン語書物ではムルガンティア、ムルゲンティア、モルゲンティアと呼ばれる。キケロ（紀元前106年 - 紀元前43年）と大プリニウス（22年頃 – 79年）はその住民をMurgentiniと呼んでいる。
ストラボンは、モルガンティナはローマ以前のイタリック人であるレギオン（現在のレッジョ・ディ・カラブリア）のモルゲテス人(en)が建設したとしている。ハリカルナッソスの歴史家ディオニュシオス（紀元前60年 - 紀元前7年頃）はモルゲテス人はモルゲスという名前の王に率いられていたと述べている。歴史上にモルガンティナの名前が最初に現れるのは紀元前459年で、シケル人の指導者ドゥケティオスがここを攻撃して占領している。ドゥケティオスは紀元前449年にノマエでシュラクサイに敗北するが、この時点ではモルガンティナはドゥケティオスが支配していたと思われる。
その後のモルガンティナに関する記録はトゥキディデスが述べる、シュラクサイを中心とするシケリアのドーリア人都市とカマリナ・カルキダ人（イオニア人）都市・シケル人・アテナイ連合の間の戦争中の紀元前427年から紀元前424年にかけての停戦期におけるものである。トゥキディデスはゲラ会議において、シュラクサイはモルガンティナをカマリナに引渡し、代わりに賠償金を得たと述べている。カマリナは紀元前405年にカルタゴに破壊されているため、少なくともその時点では独立都市となったと思われるが、紀元前396年にシュラクサイの僭主ディオニュシオス1世に再占領されている。その後シュラクサイは第二次ポエニ戦争まで、時には名目のみの時期もあったが、モルガンティナを支配した。紀元前317年には、シュラクサイの僭主アガトクレスを受け入れ、その後追放はしたものの、シュラクサイに復帰した際にはその手助けをしている。アガトクレスはモルガンティナのpraetor（法務官）に選ばれ、後にはdux（軍指揮官）となった。
第一次ポエニ戦争（紀元前264年 - 紀元前241年）勃発直後の紀元前263年、シュラクサイの僭主ヒエロン2世がローマと同盟すると、モルガンティナもローマの覇権を受け入れた。戦争終了後、シケリアはローマのシキリア属州となる。しかし第二次ポエニ戦争（紀元前219年 - 紀元前201年）中の紀元前214年にモルガンティナはシュラクサイに従ってローマから離れ、カルタゴと同盟した。紀元前211年まではモルガンティナは独立を維持し、ローマに最後まで抵抗したシキリア都市となった（シュラクサイはその前年に陥落）。その後、モルガンティナは戦利品としてスペイン人傭兵に与えられた。
紀元前132年、第一次奴隷戦争の指導者エウヌス（en）はモルガンティナで死亡している。第二次奴隷戦争では、モルガンティナは奴隷軍に包囲され占領された。モルガンティナに関する最後の記録はストラボンによるもので、彼の時代（1世紀初め）には既に存在しなかったと述べている。
モルガンティナの経済に関して触れた書物がいくつかあるが、最も有名なのはvitis murgentinaというブドウの品種に関するもので、大カト（紀元前234年 - 紀元前149年）、農業学者のコルメッラ（en、4年 – 70年頃）、大プリニウスが触れている。このブドウからはワインが作られたが、大プリニウスは「シキリアのワインの中で明らかに最上のもの」と述べており、2世紀までにはこの品種はシキリアからイタリア本土に移植された。

## 発掘の経緯

### セッラ・オルランドの初期の発掘活動
モルガンティナの最初の発掘は、1884年にルイジ・パパラルドによって行われた。彼はネクロポリスの一部、大きなテラコッタの下水管、2軒の家を見つけている。彼が発見した家の一つはパパラルド・ハウスと呼ばれているが、これは後にアメリカ人考古学者が名づけたものである。
パオロ・オルシはモルガンティナのものと思われる発掘物を記録しており、1912年に試掘を開始した。彼は9段のテラス、壁、彼自身が名づけた「ローマ人の家」を発掘している。

### プリンストン大学による発掘
モルガンティナはシチリアにおけるアメリカの主たる発掘場所の一つである。現在ではカターニア県パリケと、スタンフォード大学および北イリノイ大学とスカンジナビア協会が合同で行っているモンテ・ポリッツォ（en）の二箇所もアメリカが力を入れている遺跡である。1955年にはプリンストン大学による大規模なプロジェクトが開始された。当時はこの遺跡がどの都市か特定されておらず、発掘は大学院生のトレーニング目的であった。このチームにはここがモルガンティナであると提唱したエリムも加わっていた。また、1950年代にスウェーデン王グスタフ6世アドルフが何度かモルガンティナを訪れている。

### ヒュバート・アレンとイリノイ大学による発掘
1960年代の後半には、プリンストンの大学院生であったヒュバート・アレンが発掘の運営を行っていたと思われるが、博士号取得後にイリノイ大学に職を得た。このため、イリノイ大学も発掘に加わることになった。1970年代に入るとプリンストンは撤退した。アレンは1975年まで発掘を続けたが、その後暫くはアメリカ人による発掘は中断することになった。

### バージニア大学とウェズリアン大学による発掘
それまでの発掘により、大量の埋蔵物が発見され、データも収集されていたが、まとまった出版物はなかった。1978年にバージニア大学のマルコルム・ベル教授が、モルガンティナ発掘の成果を出版することを目標にしてプロジェクトを引き継いだ。ベルはプリンストンの大学院を出ており、モルガンティナのテラコッタ像に関する論文を書いていた。1982年からはセッラ・オルランドの調査に取り組み、それまでの発掘での疑問点を一つずつ解決していった。1983年からは一連の「モルガンティナ研究」の本がプリンストン大学から出版され、2013年には第六部が出版されている。このシリーズがモルガンティナ研究の主たる出版物だる。
1990年にはウェズリアン大学のカーラ・アントナッキオが、紀元前7世紀以降のシタデッラに関する出版の責任者となった。これ以降、バージニア大学とウェズリアン大学は、他のアメリカやイタリアの研究機関と共同で、多くの学者や学生を発掘現場に送っている。
発掘物は現在重荷プリンストン大学の考古学部が保管しており、一部はイリノイ大学にもある。

### 北の浴場
2003年からは当時東京大学に所属していたサンドラ・ルコーレが北側にある紀元前3世紀の浴場の発掘を開始した。そこでは最初期のドームやアーチ天井といった興味深い構造物が発掘されている。

### 議会場
ボウリュテリオン（bouleuterion）と呼ばれるギリシア式の議会場は、アゴラの西側にある長方形の建物である。紀元前3世紀に建てられたもので、紀元前5世紀からヘレニズム文化を受け入れていたモルガンティナが最も繁栄した時期にあたる。
建物は二つの部分に分かれている。壁で囲まれた前庭から柱廊を通って、講堂の東の壁にある出入り口に通じている。長方形の副次構造物が聴衆が座る木製のベンチを支えている。この構造物とつながった石の控え壁が、南側の擁壁を支えていた。
現在では基礎部分と講堂の南側の一部が残っているのみである。

## アイドーネ考古学博物館

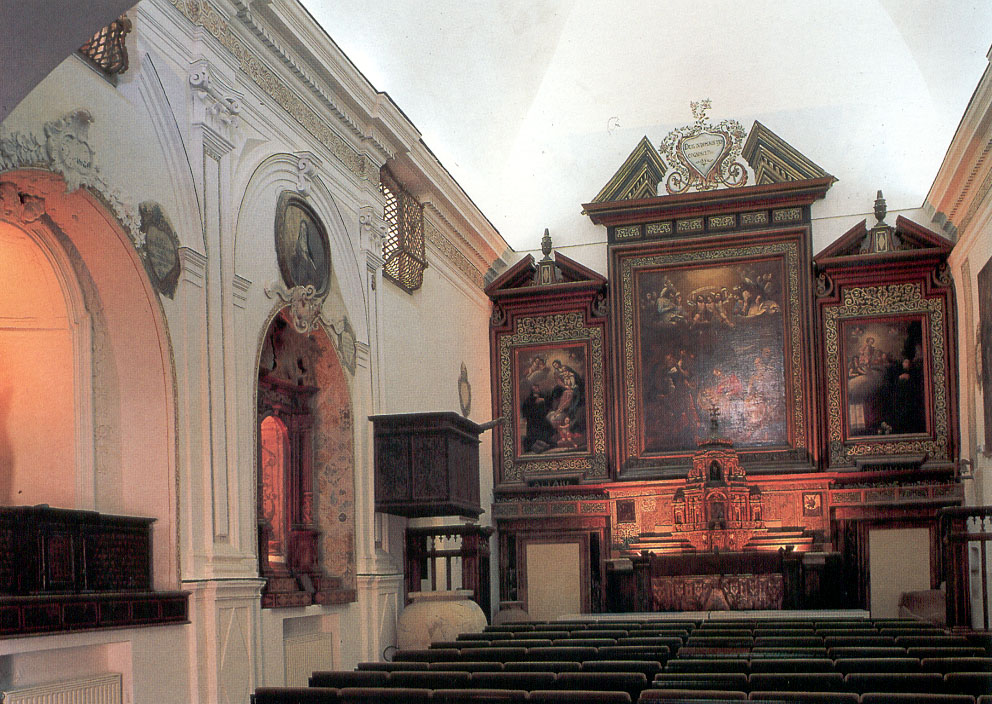
博物館の内部

1980年にはモルガンティナの発掘物を展示するアイドーネ考古学博物館がオープンしている。もとは17世紀のカプチン・フランシスコ修道会の僧院である。2階建てで、モルガンティナの歴史前、アルカイック期、古典期、の発掘物が、テーマごとに古代の日常生活が分かるように展示されている。

## その他資料
- Lucore, Sandra K. (2009). “Archimedes, the North Baths at Morgantina, and Early Developments in Vaulted Construction”. In Kosso, Cynthia; Scott, Anne. The Nature and Function of Water, Baths, Bathing, and Hygiene from Antiquity Through the Renaissance. Technology and Change in History. 11. Leiden: Brill. pp. 43–59. ISBN 9789004173576
- Orsi, Paolo (1912). “Aidone, scoperte diverse a Serra Orlando” (Italian). Notizie degli Scavi:  449–454.
- Orsi, Paolo (1915). “Aidone, scavi nella anonima città a Serra Orlando” (Italian). Notizie degli Scavi:  233–234.
- Singleton, Maura (2006). “Plunder: The theft of the Morgantina silver”. The University of Virginia Magazine 95 (1) 2013年1月6日閲覧。.
- Walsh, Justin (2011-12). “Urbanism and Identity at Classical Morgantina”. Memoirs of the American Academy in Rome 56/57:  115–136.

モルガンティナ研究シリーズ
- Bell, Malcolm (1982). The Terracottas. Morgantina Studies. 1. Princeton: Princeton University Press. ISBN 9780691039466
- Buttrey, Theodore V.; Erim, Kenan T.; Holloway, R. Ros (1993). The Coins. Morgantina Studies. 2. Princeton: Princeton University Press. ISBN 9780691040134
- Caprio, Ninina Cuomo di (1992) (Italian). Fornaci e Officine da Vasaio Tardo-ellenistiche [Late Hellenistic Potters' Kilns and Workshops]. Morgantina Studies. 3. Princeton: Princeton University Press. ISBN 9780691040141
- Leighton, Robert (1993). The Protohistoric Settlement on the Cittadella. Morgantina Studies. 4. Princeton: Princeton University Press. ISBN 9780691040165
- Lyons, Claire L. (1996). The Archaic Cemeteries. Morgantina Studies. 5. Princeton: Princeton University Press. ISBN 9780691040165
- Stone, Shelley C. (2013). The Hellenistic and Roman Fine Pottery. Morgantina Studies. 6. Princeton: Princeton University Press. ISBN 9780691156729